# Pseudomys novaehollandiae
Pseudomys novaehollandiae là một loài động vật có vú trong họ Chuột, bộ Gặm nhấm. Loài này được Waterhouse mô tả năm 1842.

## Hình ảnh

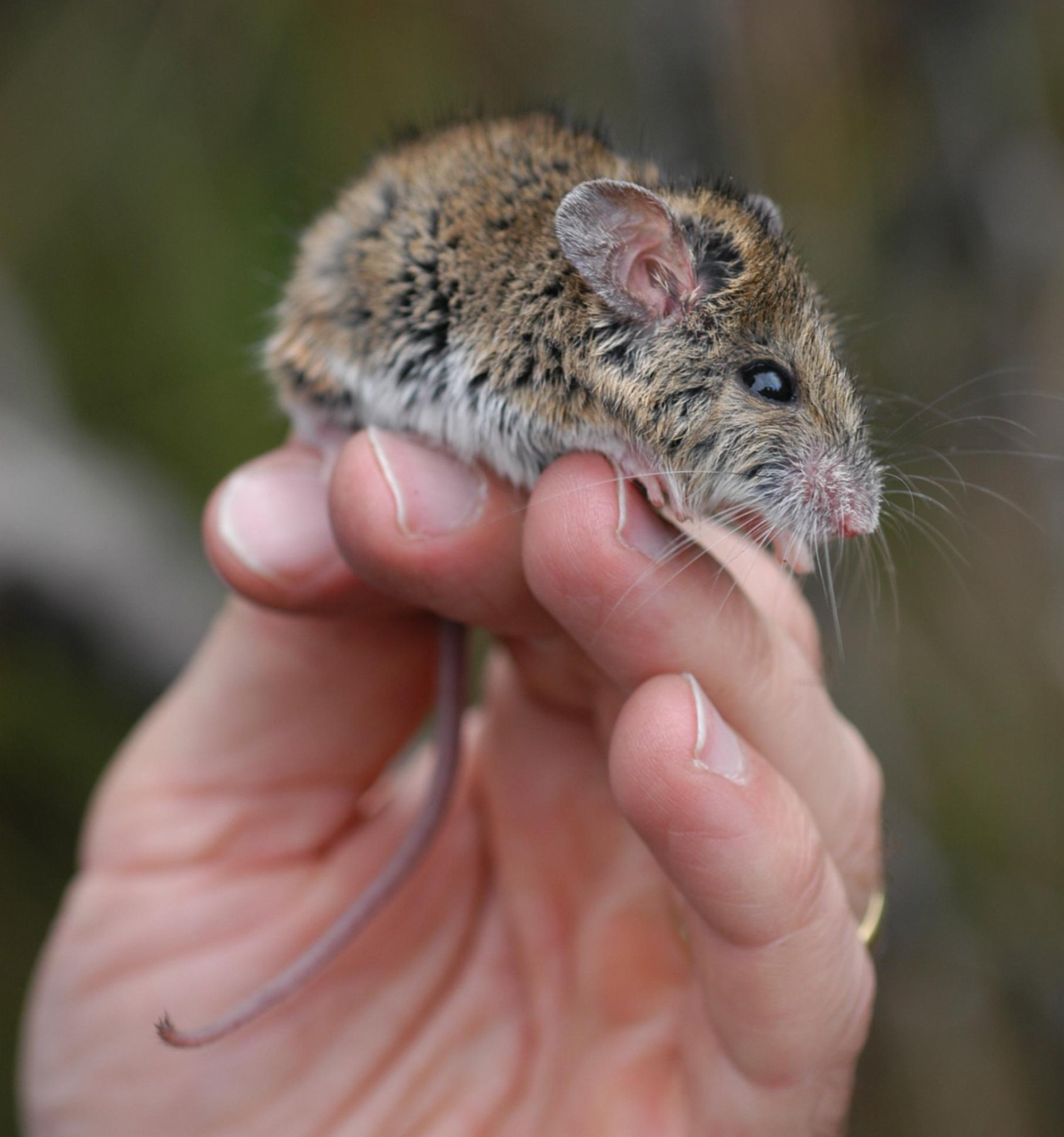